# Tour de France 2008/4. Etappe
Die 4. Etappe der Tour de France 2008 am 8. Juli war ein 29,5 Kilometer langes Einzelzeitfahren. Es war das erste Zeitfahren der Tour 2008 und verlief rund um Cholet.
Es gab bei Kilometer 11 und Kilometer 18 zwei Zwischenzeitnahmen.
Die im Vergleich zu den Vorjahren kurze Zeitfahrstrecke war ohne größere Schwierigkeiten. Das Zeitfahren begann mit Wim Vansevenant, dem 178. und Letztplatziertem, der um 11.02 Uhr startete. Der Träger des Gelben Trikots, Romain Feillu startete um 16:56 Uhr. Die Bestzeit des Amerikaners Danny Pate hielt über 2 Stunden, bevor sie nacheinander von Sylvain Chavanel, Jens Voigt, Denis Menschow, Fabian Cancellara und schließlich vom Deutschen Stefan Schumacher unterboten wurde. Schumachers Zeit wurde bis zum Ende nicht mehr unterboten. Cadel Evans scheiterte an dieser Zeit ebenso wie Kim Kirchen, der Zweiter werden konnte. Neben der Etappe gewann Schumacher damit auch das Gelbe Trikot und wurde dadurch zum dritten Träger bei der Tour 2008. Das weiße Trikot konnte sich Thomas Lövkvist sichern, der insgesamt Elfter wurde. Auch Alejandro Valverde, Träger des Gelben Trikots auf der 2. und 3. Etappe, verlor gegenüber Schumacher über eineinhalb Minuten und lag damit in der Gesamtwertung nur noch auf Platz 17. Das Ziel wurde auf einer 780 Meter langen und 6,50 Meter breiten Zielgerade erreicht.

## Zwischenzeiten
- 1. Zwischenzeitmesspunkt in Saint-André-de-la-Marche (Kilometer 11) (99 m ü. NN)

| Erster   | Stefan Schumacher     | 13:54 min  |
| Zweiter  | Kim Kirchen           | + 0:11 min |
| Dritter  | David Millar          | + 0:13 min |
| Vierter  | George Hincapie       | + 0:14 min |
| Fünfter  | Jens Voigt            | + 0:15 min |
| Sechster | Fabian Cancellara     | + 0:17 min |
| Siebter  | Denis Menschow        | + 0:19 min |
| Siebter  | Christian Vande Velde | + 0:19 min |
| Neunter  | Vincenzo Nibali       | + 0:20 min |
| Zehnter  | Cadel Evans           | + 0:22 min |

- 2. Zwischenzeitmesspunkt in La Romagne (Kilometer 18) (96 m ü. NN)

| Erster   | Stefan Schumacher     | 24:42 min  |
| Zweiter  | Kim Kirchen           | + 0:11 min |
| Dritter  | David Millar          | + 0:15 min |
| Vierter  | Jens Voigt            | + 0:23 min |
| Fünfter  | Cadel Evans           | + 0:24 min |
| Sechster | Denis Menschow        | + 0:29 min |
| Siebter  | Christian Vande Velde | + 0:30 min |
| Siebter  | Fabian Cancellara     | + 0:30 min |
| Neunter  | George Hincapie       | + 0:34 min |
| Zehnter  | Vincenzo Nibali       | + 0:43 min |

## Sprintwertung
- Ziel in Cholet (Kilometer 29,5) (97 m ü. NN)

| Erster   | Stefan Schumacher     | 15 Pkt. |
| Zweiter  | Kim Kirchen           | 12 Pkt. |
| Dritter  | David Millar          | 10 Pkt. |
| Vierter  | Cadel Evans           | 8 Pkt.  |
| Fünfter  | Fabian Cancellara     | 6 Pkt.  |
| Sechster | Denis Menschow        | 5 Pkt.  |
| Siebter  | Jens Voigt            | 4 Pkt.  |
| Achter   | Christian Vande Velde | 3 Pkt.  |
| Neunter  | George Hincapie       | 2 Pkt.  |
| Zehnter  | Vincenzo Nibali       | 1 Pkt.  |